# Grammy Awards 2002
La 44ª edizione dei Grammy Awards si è svolta il 27 febbraio 2002 presso lo Staples Center di Los Angeles.
L'artista trionfatrice della manifestazione è stata la cantautrice Alicia Keys, vincitrice di cinque Grammy, tra cui quello come miglior artista esordiente. Il gruppo irlandese degli U2 ha vinto quattro riconoscimenti.

## Vincitori e candidati
I vincitori sono scritti in grassetto.

### Categorie principali

#### Registrazione dell'anno
- Walk On - U2; Brian Eno e Daniel Lanois (produttori); Steve Lillywhite e Richard Rainey (ingegnere/mixer)
- Video - India.Arie; India.Arie e Carlos “Six July” Broady (produttori); Kevin Haywood e Mike Shipley (ingegnere/mixer)
- Fallin' - Alicia Keys; Alicia Keys (produttore); Kerry “Krucial” Brothers e Russ Elevado (ingegnere/mixer)
- Ms. Jackson - OutKast; Earthtone III (produttore); John Frye e Neal H. Pogue (ingegnere/mixer)
- Drops of Jupiter - Train; Brendan O'Brien (produttore); Nick DiDia, Brendan O'Brien e Ryan Williams (ingegnere/mixer)

#### Canzone dell'anno
- Fallin', scritta e cantata da Alicia Keys
- Video, scritta da India.Arie, Carlos "Six July" Broady & Shannon Sanders, cantata da India.Arie
- Drops of Jupiter, scritta da Charlie Colon, Rob Hotchkiss, Patrick Monahan, Jimmy Stafford & Scott Underwood, cantata dai Train
- Stuck in a Moment You Can't Get Out Of, scritta e cantata dagli U2
- I'm Like a Bird, scritta e cantata da Nelly Furtado

#### Miglior artista esordiente
- Alicia Keys
- India.Arie
- Nelly Furtado
- David Gray
- Linkin Park

#### Album dell'anno
- Fratello, dove sei? (colonna sonora) - Vari Artisti
- Acoustic Soul - India.Arie
- All That You Can't Leave Behind - U2
- Love and Theft - Bob Dylan
- Stankonia - OutKast

### Pop

#### Miglior album pop vocale
- Lovers Rock - Sade
- Whoa, Nelly! - Nelly Furtado
- All for You - Janet Jackson
- Songs from the West Coast -  Elton John
- Celebrity - 'N Sync

#### Miglior interpretazione vocale pop femminile
- Nelly Furtado - I'm Like a Bird
- Faith Hill - There You'll Be
- Janet Jackson - Someone to Call My Lover
- Sade - By Your Side
- Lucinda Williams - Essence

#### Miglior interpretazione vocale pop maschile
- James Taylor - Don't Let Me Be Lonely Tonight
- Craig David - Fill Me In
- Michael Jackson - You Rock My World
- Elton John - I Want Love
- Brian McKnight - Still

#### Miglior interpretazione vocale pop di gruppo
- U2 - Stuck in a Moment You Can't Get Out Of
- Backstreet Boys - Shape of My Heart
- Five for Fighting - Superman (It's Not Easy)
- NSYNC - Gone
- R.E.M. - Imitation of Life

#### Miglior collaborazione vocale pop
- Christina Aguilera, Lil' Kim, Mýa e Pink - Lady Marmalade
- Christina Aguilera e Ricky Martin – Nobody Wants to Be Lonely
- Tony Bennett e Billy Joel – New York State of Mind
- Brian McKnight e Justin Timberlake – My Kind of Girl
- Shaggy e Rikrok  – It Wasn't Me

### Dance

#### Miglior registrazione dance
- All for You - Janet Jackson
- One More Time - Daft Punk e Romanthony
- I Feel Loved - Depeche Mode
- Out of Nowhere - Gloria Estefan
- Angel - Lionel Richie

### Rock

#### Miglior album rock
- All That You Can't Leave Behind - U2
- Gold - Ryan Adams
- Just Push Play - Aerosmith
- Stories from the City, Stories from the Sea - PJ Harvey
- Hybrid Theory - Linkin Park

#### Miglior canzone rock
- Drops of Jupiter (Tell Me), scritta da Charlie Colin, Rob Hotchkiss, Pat Monahan, Jimmy Stafford e Scott Underwood, cantata da Train
- Jaded, scritta da Marti Frederiksen e Steven Tyler, cantata da Aerosmith
- Yellow, scritta da Guy Berryman, Jonny Buckland, Will Champion e Chris Martin, cantata da Coldplay
- Elevation, scritta da U2, cantata da U2
- Walk On, scritta da U2, cantata da U2

#### Miglior interpretazione vocale rock femminile
- Lucinda Williams - Get Right with God
- Tori Amos – Strange Little Girl
- Melissa Etheridge – I Want to Be in Love
- PJ Harvey – This Is Love
- Stevie Nicks – Planets of the Universe

#### Miglior interpretazione vocale rock maschile
- Lenny Kravitz - Dig In
- Ryan Adams – New York, New York
- Eric Clapton – Superman inside
- Bob Dylan – Honest with Me
- John Mellencamp – Peaceful World

#### Miglior interpretazione rock di un duo o un gruppo
- U2 - Elevation
- Aerosmith – Jaded
- Coldplay – Yellow
- Dave Matthews Band – The Space Between
- Train – Drops of Jupiter

#### Miglior interpretazione metal
- Tool - Schism
- Black Sabbath – The Wizard (live)
- Slayer – Disciple
- Slipknot – Left Behind
- System of a Down – Chop Suey!

#### Miglior interpretazione Hard Rock
- Linkin Park - Crawling
- Alien Ant Farm - Smooth Criminal
- P.O.D. - Alive
- Rage Against the Machine - Renegades of Funk
- Saliva - Your Disease

### Alternative

#### Miglior album di musica alternative
- Parachutes - Coldplay
- Strange Little Girls - Tori Amos
- Vespertine - Björk
- Halfway Between the Gutter and the Stars - Fatboy Slim
- Amnesiac - Radiohead

### R&B

#### Miglior album R&B
- Songs in A Minor - Alicia Keys
- Aaliyah - Aaliyah
- Acoustic Soul - India.Arie
- No More Drama - Mary J. Blige
- Survivor - Destiny's Child

#### Miglior canzone R&B
- Fallin', scritta ed eseguita da Alicia Keys
- Didn't Cha Know?, scritta ed eseguita da Erykah Badu
- Get Ur Freak On, scritta da Missy Elliott e T. Mosley, eseguita da Missy Elliott
- Hit 'Em Up Style (Oops!), scritta da Dallas Austin, eseguita da Blu Cantrell
- Love of My Life, scritta ed eseguita da Brian McKnight
- Video, scritta da India.Arie, Carlos "Six July" Broady e Shannon Sanders, eseguita da India.Arie

### Country

#### Miglior album country
- Hank Williams Tribute - Artisti vari

### New Age

#### Miglior album new age
- A Day Without Rain - Enya
- Live from Montana - Philip Aaberg
- Cello Blue - David Darling
- Ancient - Kitarō
- Sacred Spirit II: More Chants and Dances of the Native Americans - Sacred Spirit

### Rap

#### Miglior album rap
- Stankonia - OutKast
- Scorpion - Eve
- Pain Is Love - Ja Rule
- The Blueprint - Jay-Z
- Back for the First Time - Ludacris

#### Miglior collaborazione rap
- Eve e Gwen Stefani – Let Me Blow Ya Mind
- Ja Rule feat. Case – Livin' It Up
- Jagged Edge feat. Nelly – Where the Party At
- Ludacris feat. Nate Dogg – Area Codes
- Mystic feat. Planet Asia – W

#### Miglior interpretazione rap solista
- Missy Elliott - Get Ur Freak On
- Afroman – Because I Got High
- DMX – Who We Be
- Jay-Z – Izzo (H.O.V.A.)
- Nelly – Ride wit Me

### Reggae

#### Miglior album reggae
- Halfway Tree - Damian Marley
- Music Is Life - Beres Hammond
- A New Day - Luciano
- Many More Roads - Ky-Mani Marley
- Island Warriors - AA.VV.

### Produzione

#### Produttore dell'anno, non classico
- T Bone Burnett
- Dr. Dre
- Gerald Eaton e Brian West
- Nigel Godrich
- Jimmy Jam & Terry Lewis

#### Miglior composizione remixata, non classica
- "Thank You (Deep Dish Vocal Remix)" - Deep Dish
- "Heard It All Before (E-Smoove House Filter Mix)" - E-Smoove
- "I Feel Loved (Danny Tenaglia Labor of Love Mix)" - Danny Tenaglia
- "Soul Shakedown (Silk's Downunder Mix)" - Steve Hurley
- "Baby, Come Over (This Is Our Night) (K-Klass Klub Mix)" - K-Klass

### Videoclip

#### Miglior videoclip
- Weapon of Choice - Fatboy Slim e Bootsy Collins; Spike Jonze (regista); Vincent Landay e Deannie O'Neill (produttori)[1]
- Fly Away from Here - Aerosmith
- One Minute Man - Missy Elliott
- Don't Tell Me - Madonna
- Ms. Jackson - OutKast